# Distretto di Souk El Tenine
Il distretto di Souk El Tenine è un distretto della provincia di Béjaïa, in Algeria, con capoluogo Souk El Tenine.